# Иштван Авар
Иштван Авар (Арад, 28. мај 1905 — Капошвар, 13. октобар 1977) био је фудбалер и тренер немачког порекла који се у различитим временима такмичио за Мађарску и Румунију. Играо је за Ујпешт, a најпознатији је по игрању за репрезентацију Мађарске на Светском првенству 1934. Рођен је у Араду.
Са Ујпештом, Авар је освојио Митропа куп 1929. године, као најбољи стрелац такмичења са десет голова, и Куп нација 1930. године. После 1941. постао је играч-тренер Ракоција из Капошвара. Умро је у Капошвару 1977. године.

## Каријера
Стефан Ауер је фудбалску каријеру започео у ФК Ромтелекому, АМЕФА, у граду Араду, који је после Првог светског рата припао Румунији. Још као играч овог клуба, постао је репрезентативац Румуније и свој први међународни гол постигао је на својој првој репрезентативној утакмици 25. априла 1926. на мечу против Бугарске. Ауер је исте године прешао у Колзеу Брашов и тада је одиграо своју другу и последњу утакмицу за репрезентацију Румуније када је постигао два гола у победи против Пољске резултатом 3 : 3. Утакмица је одиграна 19. јуна 1927. Након пораза у репризи финала за румунско првенство 1926/27, нова румунска звезда је убрзо доведена у Мађарску у Боршоди лиги од тадашњег врхунског клуба Ујпешта из Будимпеште. Авар, како су га звали у Мађарској је са Ујпештом постао првак мађарске у шетири наврата 1930, 1931, 1933. и 1935, а такође је играо на значајним великим међународним такмичењима. Са Ујпештом је стигао до финала Митропа купа 1929. где је Ујпешт славио победу са резултатом 5 : 1 и 2 : 2 против Славије из Прага. Стефан Ауер био је најбољи стрелац такмичења са новим рекордом од десет голова. Годину дана касније, Авар и његов клуб победили су на Купу нација 1930. где је опет био најбољи стрелац са 8 голова.
Запажени наступи у Ујпешту су довели до позива мађарског фудбалског савеза да заигра за репрезентацију Мађарске што је он и урадио почевши од 1927. године. У репрезентацији се Стефан Ауер увек појављивао као Иштван Авар. На само 21 међународној утакмици за Мађарску, Авар је постигао 24 гола, укључујући осам голова на Европском купу националних фудбалских репрезентација од 1931. до 1932. године, што је Мађарској донело треће место, а Стефану Ауеру још једну титулу најбољег стрелца. Авар је такође учествовао на Светском првенству 1934. у Италији, где се репрезентација Мађарске пласирала у четвртфинале.
Стефан Ауер се 1936. вратио у Румунију и придружио се Рапиду из Букурешта, где је имао улоге играча-тренера до децембра 1939. године. Са Рапидом је освојио титулу вицешампиона Румуније у сезони 1937/38 и био најбољи стрелац Дивизије А 1939/40 са 21 голом. Исте сезоне Рапид је стигао до финала Митропа купа 1940. које се није одиграло због Другог светског рата. После прве половине сезоне 1940/41, Ауер је прекинуо ангажман у Рапиду. Настанио се у Мађарској и каријеру наставио у капошварском Ракоцију. Године 1945. коначно се као играч повукао, тада је играо у нижеразредном у Кашаву, и постао тренер у капошварском Ракоцију.

## Статистика
| Клуб              | Сезона            | Лига     | Лига   | Куп      | Куп    | Митропа куп | Митропа куп | Укупно   | Укупно |
| Клуб              | Сезона            | Утакмица | Голова | Утакмица | Голова | Утакмица    | Голова      | Утакмица | Голова |
| ----------------- | ----------------- | -------- | ------ | -------- | ------ | ----------- | ----------- | -------- | ------ |
| Колца (Брашов)    | 1926/27           | 2+       | 4+     | -        | -      | 0           | 0           | 2+       | 4+     |
| Колца (Брашов)    | Укупно            | 2+       | 4+     | 0        | 0      | 0           | 0           | 2+       | 4+     |
| Ујпешт            | 1927/28           | 11       | 6      | ?        | ?      | 0           | 0           | 11+      | 6+     |
| Ујпешт            | 1928/29           | 19       | 23     | -        | -      | 7           | 10          | 26       | 33     |
| Ујпешт            | 1929/30           | 22       | 25     | ?        | ?      | 4           | 4           | 26+      | 29+    |
| Ујпешт            | 1930/31           | 21       | 19     | ?        | ?      | 0           | 0           | 21+      | 19+    |
| Ујпешт            | 1931/32           | 19       | 23     | ?        | ?      | 2           | 1           | 21+      | 24+    |
| Ујпешт            | 1932/33           | 21       | 31     | 1+       | ?      | 2           | 1           | 24+      | 32+    |
| Ујпешт            | 1933/34           | 18       | 19     | ?        | ?      | 0           | 0           | 18+      | 19+    |
| Ујпешт            | 1934/35           | 19       | 17     | ?        | ?      | 2           | 2           | 21+      | 19+    |
| Ујпешт            | 1935/36           | 0        | 0      | -        | -      | 0           | 0           | 0        | 0      |
| Ујпешт            | Укупно            | 150      | 163    | 1+       | ?      | 17          | 18          | 168+     | 181+   |
| Рапид (Букурешт)  | 1936/37           | 21       | 13     | 1+       | 1+     | 0           | 0           | 22+      | 14+    |
| Рапид (Букурешт)  | 1937/38           | 12       | 7      | 1+       | 1+     | 4           | 1           | 17+      | 9+     |
| Рапид (Букурешт)  | 1938/39           | 19       | 10     | 1+       | ?      | 2           | 0           | 20+      | 10+    |
| Рапид (Букурешт)  | 1939/40           | 15       | 19     | 3+       | 1+     | 3           | 0           | 21+      | 20+    |
| Рапид (Букурешт)  | 1940/41           | 6        | 7      | 0        | 0      | -           | -           | 6        | 7      |
| Рапид (Букурешт)  | Укупно            | 73       | 56     | 18       | 17     | 7           | 1           | 98       | 74     |
| Ракоци (Капошвар) | 1941/42           | 15       | 20     | 0        | 0      | -           | -           | 15       | 20     |
| Ракоци (Капошвар) | 1942/43           | 22       | 21     | 0        | 0      | -           | -           | 22       | 21     |
| Ракоци (Капошвар) | Укупно            | 37       | 41     | 0        | 0      | 0           | 0           | 37       | 41     |
| Укупно у каријери | Укупно у каријери | 262+     | 264+   | 19+      | 17+    | 24          | 19          | 305+     | 300+   |